# Bargeboard

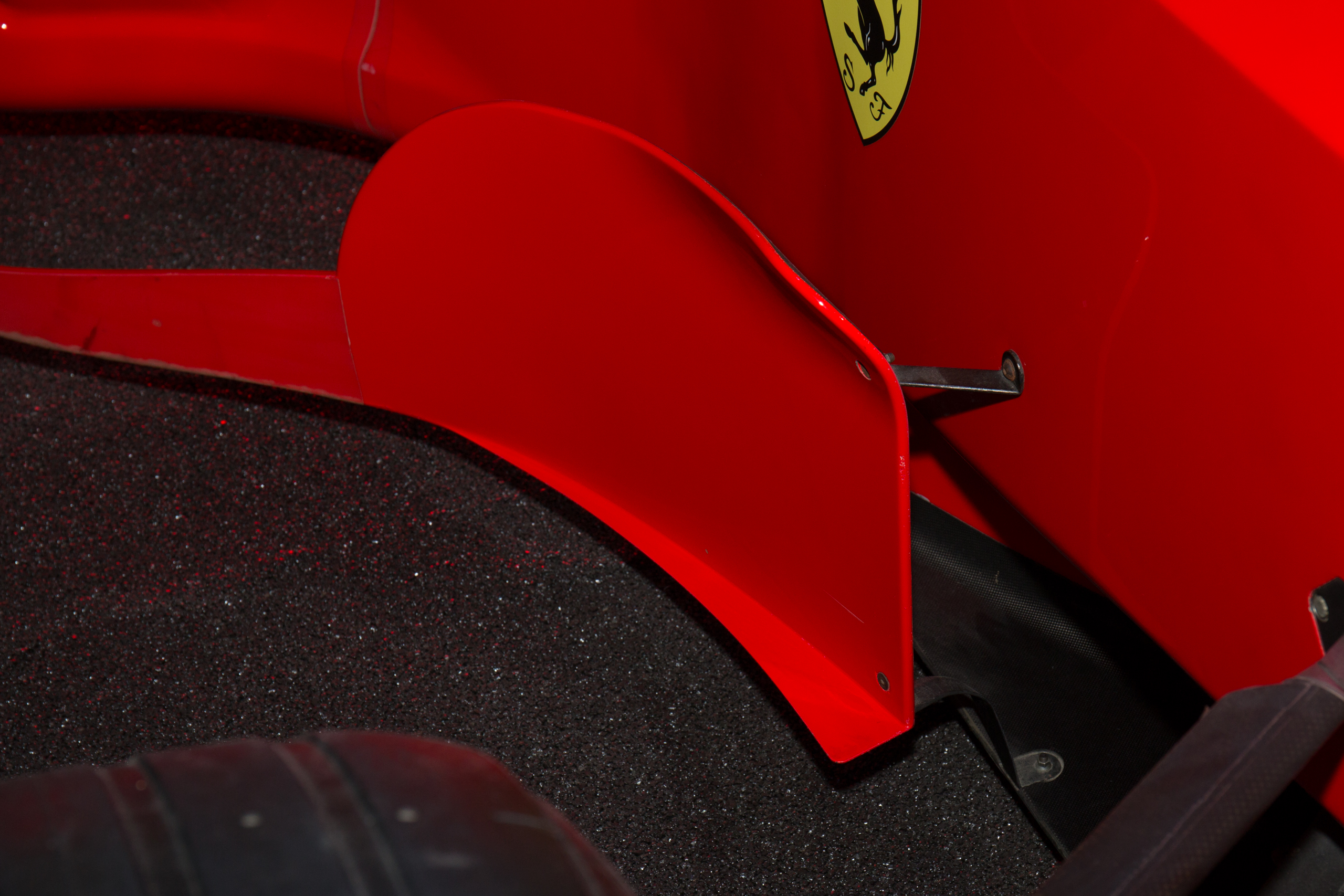
Ein Bargeboard des Ferrari F399, das während der Weltmeisterschaft 1999 Probleme mit der Legalität des Wagens verursachte

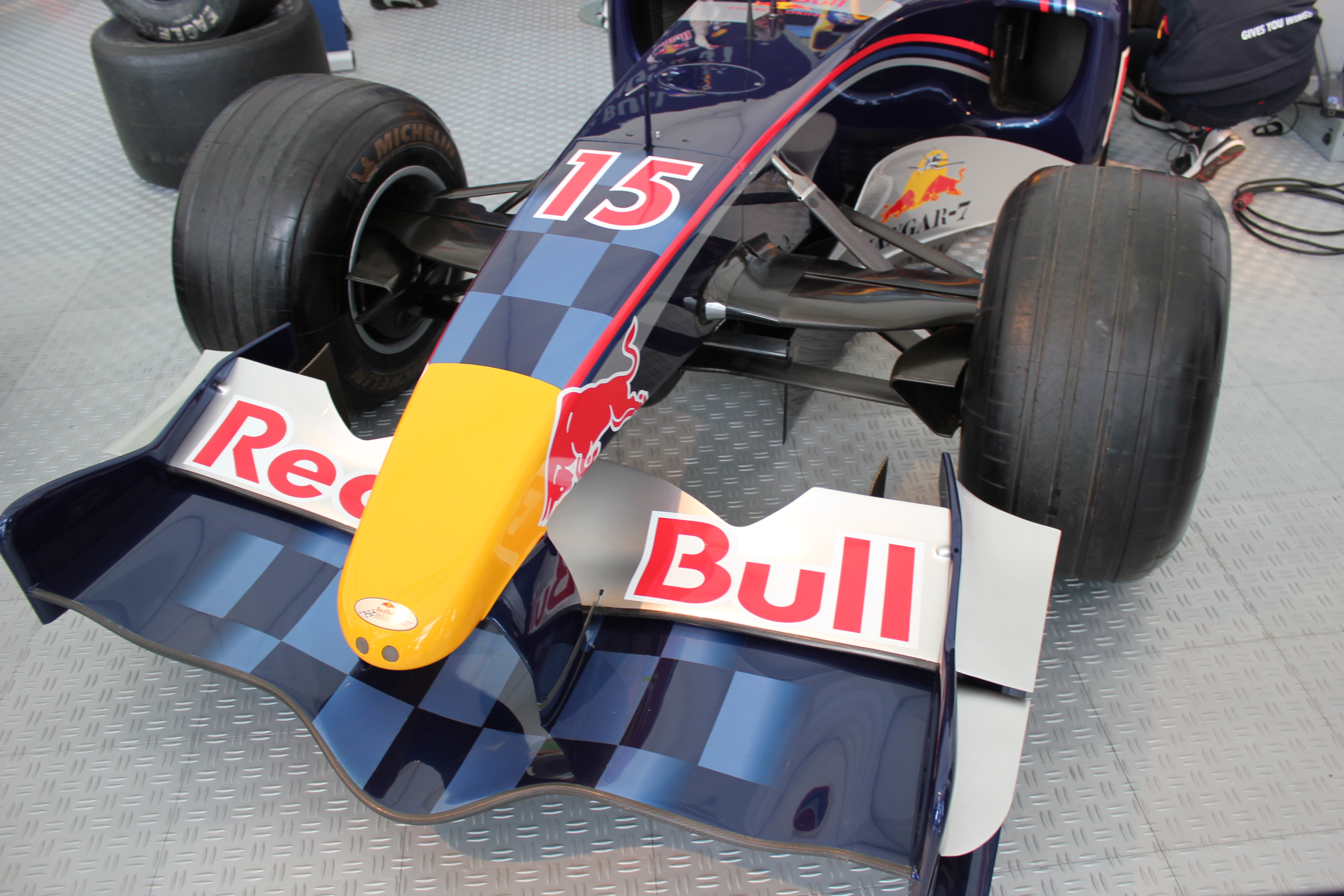
Die Nase des Red Bull RB1, der graue Flügel hinter dem Rad mit der Werbung für den Hangar-7 ist ein sogenanntes Bargeboard

Ein Bargeboard (deutsch: Luftleitblech), auch als turning vanes bekannt, ist ein aerodynamisches Anbauteil, das vor allem im Monoposto-Formelsport vorkommt. Bargeboards sind jeweils auf beiden Seiten beim Übergang der Nase zum Cockpit des Wagens montiert. Der Hauptzweck dieser Flügel ist, den Luftstrom für mehr Abtrieb zu beeinflussen.

## Wirkungsweise
Grob gesehen stabilisiert und leitet ein Bargeboard die vom Frontflügel sowie der Radaufhängung verwirbelte Luftströmung, die sogenannte Dirty Air, weiter. Eine Aufgabe ist die Verringerung des Luftwiderstands und die verwirbelte Luft von den Flügeln, die für den Anpressdruck des Wagens zuständig sind, fernzuhalten. Zumeist wird die Strömung direkt zu den seitlichen Kühlern des Wagens geleitet, um aktiv bei der Kühlung der Motorkomponenten mitzuhelfen. Seltener wird die Strömung über die Seitenkästen hinweggeleitet, um die fragile Kühlung vor den starken Winden und fremden Objekten wie abgelösten Gummischnipseln nach Graining, sogenannten Marbles, zu schützen.

### Vortex Generator
Heute dienen Bargeboards vor allem als sogenannte Vortex Generatoren, zu deutsch Wirbelerzeuger. So wird die Luft über komplexe Kanäle in den Wagen zum Heck geleitet, wo sie den Diffusor des Wagens anströmt und die daraus gewonnene Energie nutzt.

## Geschichte

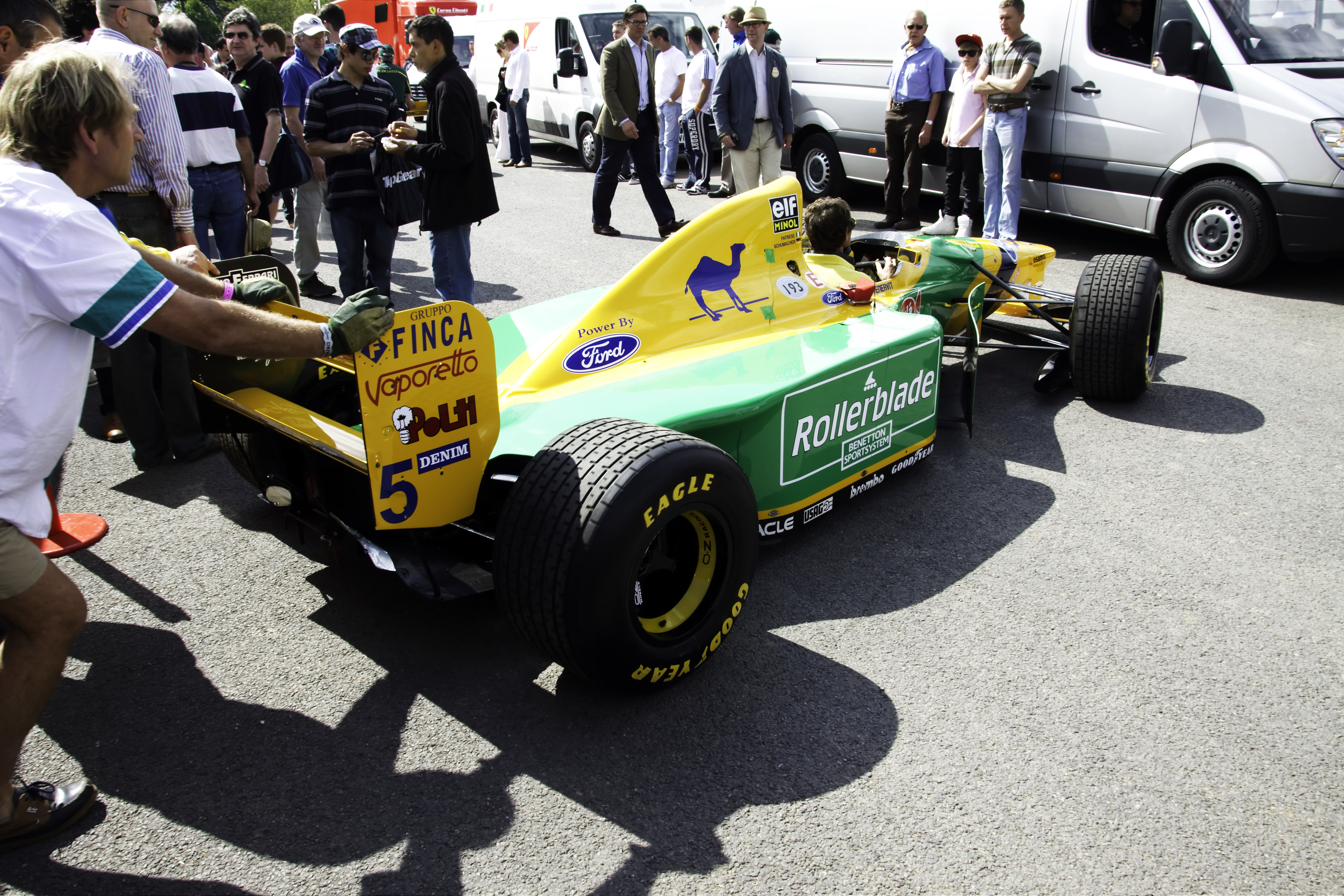
Ein Benetton B193; Das Bargeboard ist direkt hinter der Radaufhängung des rechten Vorderrads sehr gut ersichtlich

Erstmalige Anwendung bei Formel-1-Wagen fand das Bargeboard in den frühen 1990er-Jahren, allerdings wurden sie noch einfacher gehalten. Der Benetton B193 aus dem Jahr 1993 war eines der ersten Fahrzeuge, die Bargeboards montiert hatten. Im folgenden Jahr nutzten auch viele weitere Teams wie Williams, Ferrari, Jordan, Tyrrell oder selbst das finanzschwache Team Simtek schon solche Flügel. McLaren zog erst 1995 mit dem McLaren MP4/10 nach, nutzte allerdings bereits 1993 bei manchen Rennen, nämlich unter anderem in Donington, Monaco sowie Budapest, solche Flügel. In der Formel-1-Weltmeisterschaft 1999 führte ein Bargeboard von Ferrari beinahe zum vorzeitigen Weltmeistertitel für Mika Häkkinen, da nach dem vorletzten Rennen in Malaysia der Rennsieger und Weltmeisterschaftskandidat Eddie Irvine wegen eines illegalen Bargeboards disqualifiziert wurde. Ferrari legte jedoch Protest ein und konnte erfolgreich darlegen, dass das Anbauteil legal war.
Erst nach der Jahrtausendwende wurden diese Flügel zunehmend komplexer und enthielten nicht allzu selten mehrere kleinere Anbauteile. 2009 begann die FIA mit neuen Bestimmungen die Bauweise und Platzierung der Bargeboards zu reglementieren. Mit den Regeländerungen zur Formel-1-Saison 2022 verlor das Bargeboard an Bedeutung und wird nicht mehr verwendet.